# PG Tips

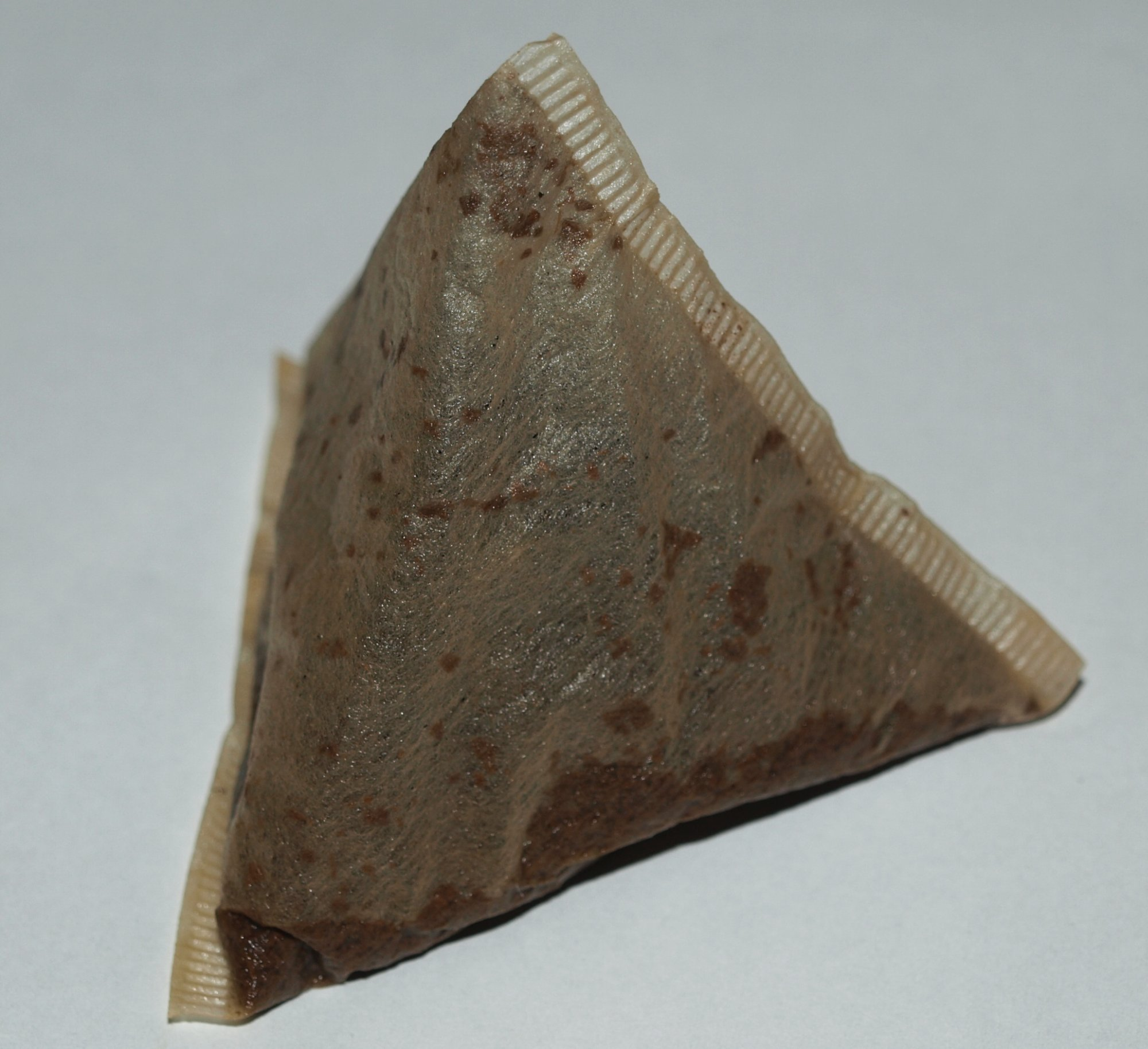
En tepåse av märket PG.

PG Tips är en teblandning med brittiskt ursprung. Varumärket lanserades för första gången år 1930 av företaget Brooke Bond. Varumärket ägs numera av Unilever.